# تریپتیس
شهر تریپتیس (به آلمانی: Triptis) در ایالت تورینگن در کشور آلمان واقع شده‌است.